# سوني غراهام
سوني غراهام (بالإنجليزية: Sonny Graham)‏ هو لاعب كرة قدم بريطاني، ولد في 2002 في Morecambe ‏ في المملكة المتحدة. لعب مع بولتون واندررز.